# 卡亚蒂
卡亚蒂是巴西圣保罗州的一个市镇。总面积454.925平方公里，总人口28936人，人口密度63.6人/平方公里。